# Апатаки

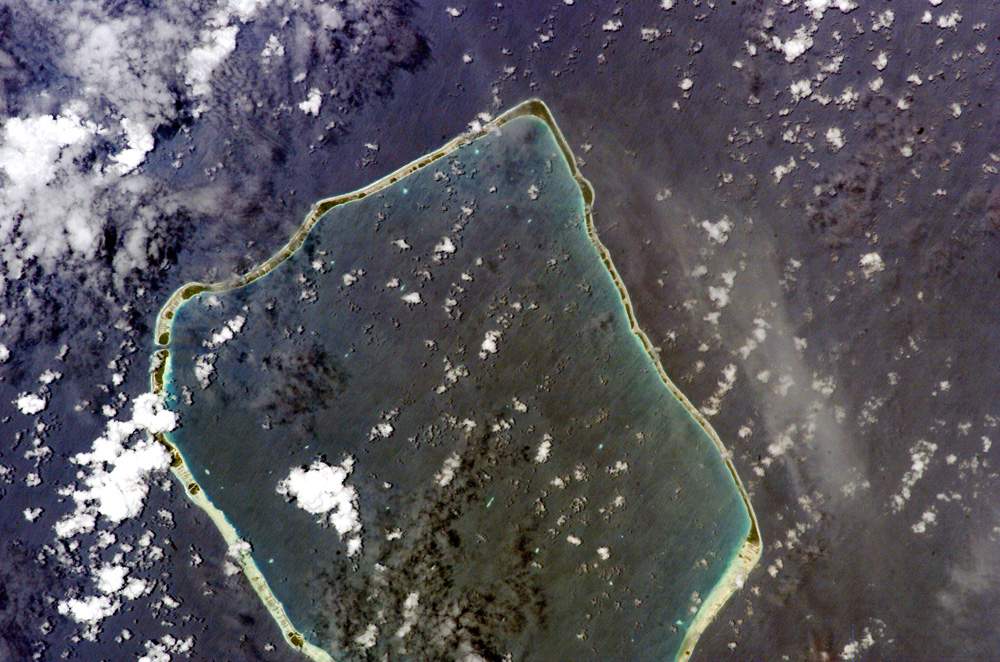
Космический снимок атолла

Апатаки (фр. Apataki) — атолл в архипелаге Туамоту (Французская Полинезия). Расположен в 19 км к юго-востоку от атолла Арутуа и в 370 км к северо-востоку от острова Таити.

## География
Площадь суши Апатаки составляет около 20 км². Длина — 36 км, ширина — 25 км. В северо-западной и юго-западной частях атолла есть узкие проходы, соединяющие лагуну с океаническими водами.

## История
Остров был открыт 21 мая 1722 года голландским путешественником Якобом Роггевеном, назвавшим остров Авонстронд (нидерл. Avondstond). Другое историческое название атолла — Гагемайстер (в честь в честь одноименного русского мореплавателя). В 1774 году на острове побывал английский путешественник Джеймс Кук.

## Население
В 2012 году численность населения Апатаки составляла 350 человек. Главное поселение острова — деревня Ниутахи, расположенная на юго-западном берегу Апатаки.

## Административное деление
Административно входит в состав коммуны Арутуа.

## Экономика
Рядом с поселением Ниутахи расположена взлётно-посадочная полоса. Главное занятие местных жителей — сельское хозяйство (производство копры) и рыболовство (выращивание жемчуга в лагуне, лов рыбы).